# Bernadett Heidum
Bernadett Heidum (Budapest, 26 maggio 1988) è una pattinatrice di short track ungherese.

## Palmarès

### Mondiali
- Campionati mondiali di short track

Rotterdam 2017: argento nella staffetta 3000 m

### Universiadi
- 3 medaglie:
  - 1 argento (1500 m a Trentino 2013);
  - 2 bronzi (staffetta a Erzurum 2011; staffetta a Trentino 2013).

### Europei
- 15 medaglie:
  - 1 oro (staffetta a Torino 2009);
  - 7 argenti (500 m, 1000 m a Dresda 2010; 1000 m, staffetta a Heerenveen 2011; 1000 m a Mladá Boleslav 2012; 1500 m a Dresda 2014; Staffetta a Dresda 2018);
  - 7 bronzi (staffetta a Krynica-Zdrój 2006; 1000 m a Torino 2009; 500 m a Heerenveen 2011; staffetta a Mladá Boleslav 2012; 3000 m a Malmö 2013; staffetta a Dresda 2014; staffetta a Dordrecht 2015).